# Torneo de Stanford 2017
El Bank of the West Classic de 2017 fue un torneo de tenis jugado en canchas duras. Se trató de la 46.ª edición y fue parte de los torneos WTA Premier de 2017. Tuvo lugar en el Taube Tennis Center de Stanford (Estados Unidos) del 31 de julio al 6 de agosto de 2017.

## Cabezas de serie

### Individual femenino
| Tenista                   | Ranking | Preclasificada |
| Garbiñe Muguruza          | 4       | 1              |
| Petra Kvitová             | 14      | 2              |
| Madison Keys              | 16      | 3              |
| Anastasiya Pavliuchenkova | 18      | 4              |
| Ana Konjuh                | 21      | 5              |
| Coco Vandeweghe           | 23      | 6              |
| Lesia Tsurenko            | 31      | 7              |
| Catherine Bellis          | 43      | 8              |

- Ranking del 24 de julio de 2017.

### Dobles femenino
| Tenista                        | Ranking | Preclasificada |
| Raquel Atawo Hao-Ching Chan    | 39      | 1              |
| Gabriela Dabrowski Xu Yifan    | 45      | 2              |
| Abigail Spears Coco Vandeweghe | 62      | 3              |
| Chia Jung Chuang Miyu Kato     | 100     | 4              |

## Campeonas

### Individual femenino
Madison Keys venció a  Coco Vandeweghe por 7-6(4), 6-4

### Dobles femenino
Abigail Spears /  Coco Vandeweghe vencieron a  Alizé Cornet /  Alicja Rosolska por 6-2, 6-3 